# Karanglo (Tawangmangu)
Karanglo is een bestuurslaag in het regentschap Karanganyar van de provincie Midden-Java, Indonesië. Karanglo telt 3292 inwoners (volkstelling 2010).